# یونیونویل، شهرستان ورمیلیون، ایلینوی
یونیونویل (به انگلیسی: Unionville) یک منطقهٔ مسکونی در ایالات متحده آمریکا است که در شهرستان ورمیلون، ایلینوی واقع شده‌است. یونیونویل ۲۰۶٫۰۵ متر بالاتر از سطح دریا واقع شده‌است.